# Ingelbach
Ingelbach là một đô thị thuộc huyện Altenkirchen, trong bang Rheinland-Pfalz, phía tây nước Đức. Đô thị Ingelbach có diện tích 5,08 km², dân số thời điểm ngày 31 tháng 12 năm 2006 là 577 người.